# Шинестуй
Шинестуй (рос. Шинестуй) — улус Мухоршибірського району, Бурятії Росії. Входить до складу Сільського поселення Кусотинського.
Населення — 96 осіб (2015 рік).